# Megaciella australiensis
Megaciella australiensis är en svampdjursart som först beskrevs av Ridley 1884.  Megaciella australiensis ingår i släktet Megaciella och familjen Acarnidae. Inga underarter finns listade i Catalogue of Life.